# Rakoniewice
Rakoniewice is een stad in het Poolse woiwodschap Groot-Polen, gelegen in de powiat Grodziski. De oppervlakte bedraagt 3,37 km², het inwonertal 3182 (2005).

## Verkeer en vervoer
- Station Rakoniewice